# Championnat de France de football de deuxième division 2002-2003
Navigation
Division 2 2001-2002 Ligue 2 2003-2004
La saison 2002-2003 de Ligue 2 est la soixante-quatrième édition du championnat de Ligue 2, et la première sous cette appellation puisque le championnat porte le nom de Division 2 jusqu'en 2002. Deuxième niveau de la hiérarchie du football en France après la Ligue 1, le championnat oppose en matchs aller-retour vingt clubs professionnels, dont trois promus de National et trois relégués de Ligue 1. Le championnat débute le 2 août 2002 et se termine le 23 mai 2003.
Cette saison a vu le sacre du Toulouse Football Club, qui signe une deuxième montée consécutive en deux saisons après avoir fini quatrième du Championnat de France de football National 2001-2002. Le Mans et Metz accompagnent les Toulousains en Ligue 1 tandis que Wasquehal, Beauvais et Reims sont relégués en National.

## Les 20 clubs participants
| \| Beauvais Reims Wasquehal Toulouse Le Mans Clermont-Ferrand Caen Amiens Metz Créteil Grenoble Laval Châteauroux Gueugnon Lorient Nancy Istres Niort Saint-Étienne Valence \| Localisation des clubs engagés dans le championnat. |
| Beauvais Reims Wasquehal Toulouse Le Mans Clermont-Ferrand Caen Amiens Metz Créteil Grenoble Laval Châteauroux Gueugnon Lorient Nancy Istres Niort Saint-Étienne Valence                                                           |

- Amiens SC
- AS Beauvais
- SM Caen
- LB Châteauroux
- Clermont Foot
- US Créteil-Lusitanos
- Grenoble Foot
- FC Gueugnon
- FC Istres
- Stade lavallois
- Le Mans UC
- FC Metz
- FC Lorient
- AS Nancy-Lorraine
- Chamois niortais FC
- Stade de Reims
- AS Saint-Étienne
- Toulouse FC
- ASOA Valence
- ES Wasquehal

## Classement
Victoire à 3 points.
| Rang | Équipe               | Pts | J  | G  | N  | P  | Bp | Bc | Diff |
| ---- | -------------------- | --- | -- | -- | -- | -- | -- | -- | ---- |
| 1    | Toulouse FC P        | 72  | 38 | 21 | 9  | 8  | 50 | 24 | +26  |
| 2    | Le Mans UC 72        | 68  | 38 | 18 | 14 | 6  | 49 | 33 | +16  |
| 3    | FC Metz R            | 67  | 38 | 19 | 10 | 9  | 52 | 29 | +23  |
| 4    | FC Lorient R         | 65  | 38 | 18 | 11 | 9  | 43 | 29 | +14  |
| 5    | LB Châteauroux       | 60  | 38 | 16 | 12 | 10 | 40 | 35 | +5   |
| 6    | Chamois niortais FC  | 53  | 38 | 14 | 11 | 13 | 44 | 40 | +4   |
| 7    | SM Caen              | 52  | 38 | 12 | 16 | 13 | 45 | 40 | +5   |
| 8    | Stade lavallois      | 52  | 38 | 15 | 7  | 16 | 41 | 42 | -1   |
| 9    | AS Saint-Étienne     | 51  | 38 | 12 | 15 | 11 | 34 | 30 | +4   |
| 10   | Amiens SC            | 49  | 38 | 12 | 13 | 13 | 30 | 33 | -3   |
| 11   | FC Gueugnon          | 49  | 38 | 12 | 13 | 13 | 35 | 42 | -7   |
| 12   | Grenoble Foot 38     | 47  | 38 | 11 | 14 | 13 | 39 | 29 | +10  |
| 13   | ASOA Valence P       | 46  | 38 | 11 | 13 | 14 | 38 | 42 | -4   |
| 14   | Clermont Foot P      | 46  | 38 | 13 | 7  | 18 | 39 | 51 | -12  |
| 15   | AS Nancy-Lorraine    | 43  | 38 | 10 | 13 | 15 | 30 | 47 | -17  |
| 16   | FC Istres            | 43  | 38 | 10 | 13 | 15 | 32 | 53 | -21  |
| 17   | US Créteil-Lusitanos | 42  | 38 | 8  | 18 | 12 | 39 | 42 | -3   |
| 18   | AS Beauvais Oise     | 37  | 38 | 9  | 10 | 19 | 20 | 32 | -12  |
| 19   | ES Wasquehal         | 36  | 38 | 6  | 18 | 14 | 26 | 39 | -13  |
| 20   | Stade de Reims P     | 35  | 38 | 6  | 17 | 15 | 31 | 45 | -14  |

Promotions et relégations
- Promotion en Ligue 1 2003-2004
- Relégation en National 2003-2004

Abréviations
- P : Promu de National 2001-2002
- R : Relégué de Ligue 1 2001-2002

### Classement des buteurs 2002-2003
1. Cédric Fauré (Toulouse)	        20
2. Daniel Cousin (Le Mans)	        15
3. Guillaume Deschamps (Châteauroux)	15

## Les champions de France de Ligue 2
| Joueur             | Nationalité         | Poste             | Matchs joués | Buts |
| ------------------ | ------------------- | ----------------- | ------------ | ---- |
| Erick Mombaerts    | France              | entraîneur        | 38           | -    |
| William Prunier    | France              | Défenseur         | 37           | 1    |
| Cédric Fauré       | France              | Attaquant         | 36           | 20   |
| Stéphane Lièvre    | France              | Défenseur         | 36           | 0    |
| Achille Emana      | Cameroun            | Milieu de terrain | 35           | 3    |
| Aurélien Mazel     | France              | Défenseur         | 35           | 0    |
| Christophe Revault | France              | Gardien de but    | 34           | 0    |
| Nabil Taïder       | Tunisie             | Milieu de terrain | 30           | 1    |
| Lucien Aubey       | République du Congo | Défenseur         | 30           | 0    |
| Ousmane N'Doye     | Sénégal             | Milieu de terrain | 29           | 3    |
| Julien Cardy       | France              | Milieu de terrain | 28           | 0    |
| Thibault Giresse   | France              | Milieu de terrain | 27           | 6    |
| Christophe Avezac  | France              | Attaquant         | 24           | 2    |
| Anthony Braizat    | France              | Attaquant         | 21           | 8    |
| Sylvain Didot      | France              | Milieu de terrain | 18           | 1    |
| Othmane Hamama     | France              | Défenseur         | 15           | 1    |
| Anthony Bancarel   | France              | Attaquant         | 14           | 2    |
| Nicolas Dieuze     | France              | Attaquant         | 13           | 1    |
| Ulrick Chavas      | France              | Milieu de terrain | 6            | 0    |
| Jérémy Moreau      | France              | Gardien de but    | 4            | 0    |
| Mathieu Puig       | France              | Défenseur         | 3            | 0    |
| Issoumaïla Dao     | France              | Milieu de terrain | 3            | 0    |
| Nasser Hakkar      | Algérie             | Milieu de terrain | 1            | 0    |
| Jérémy Blayac      | France              | Attaquant         | 1            | 0    |